# Leopold Carles de Schlieben
Leopold Carles de Schlieben (en alemany Leopold Karl Von Schlieben) va néixer a Magdeburg (Alemanya) el 3 de febrer de 1723 i va morir a Königsberg el 18 d'abril de 1788. Era fill del comte Jordi Adam III de Schlieben (1688-1737) i de Caterina Dorotea de Finck-Finckenstein (1700-1728).

## Matrimoni i fills
El 18 de juny de 1747 es va casar a Königsberg amb Maria Elionor de Lehndorff (1723-1800), filla d'Ernest de Lehndorf (1688-1757) i de Maria Lluïsa de Wallenrodt (1682-1773). El matrimoni va tenir dos fills:
- Frederica (1757-1827), casada amb el duc Frederic Carles de Schleswig-Holstein-Sonderburg-Beck (1757-1816).
- Carolina Sofia (1752-1832)